# Brad Thorn
Bradley Carnegie Thorn (Dunedin, 3 de febrero de 1975) es un jugador neozelandés de rugby y rugby League que se desempeña como segunda línea.

## Selección nacional
Fue convocado a los All Blacks por primera vez en junio de 2003 para enfrentar a los Dragones rojos, fue un jugador regular de su seleccionado pero estuvo ausente desde 2003 a 2008 por su regreso al rugby league y disputó su último partido en octubre de 2011 ante Les Bleus. En total jugó 59 partidos y marcó cuatro tries para un total de 20 puntos.
Según James Kerr, en su libro "legacy", Brad Thorn de pequeño era perezoso y su padre tenía un lema para él: "los campeones hacen más".

### Participaciones en Copas del Mundo
Disputó las Copas del Mundo de Australia 2003 donde Thorn jugó todos los partidos, marcó dos tries y los All Blacks llegaron a semifinales invictos pero allí fueron vencidos por los locales; los Wallabies y Nueva Zelanda 2011 donde los anfitriones que estaban obligados a ganar, lo consiguieron. Thorn jugó todos los partidos, marcó un try y se retiró del seleccionado.
| Mundial                       | Sede          | Resultado     | PJ | Tries |
| ----------------------------- | ------------- | ------------- | -- | ----- |
| Copa Mundial de Rugby de 2003 | Australia     | Tercer puesto | 7  | 2     |
| Copa Mundial de Rugby de 2011 | Nueva Zelanda | Campeón       | 7  | 1     |

## Palmarés
- Campeón del The Rugby Championship de 2003, 2008 y 2010.
- Campeón de la Copa de Campeones de 2011–12.
- Campeón del Super Rugby de 2002 y 2008.
- Campeón de la Mitre 10 Cup de 2001 y 2004.